# Uwe Justus Wenzel
Uwe Justus Wenzel (* 1959 bei Kassel) ist ein deutscher Philosoph und Journalist.

## Leben
Uwe Justus Wenzel studierte Philosophie, Soziologie, Politik-, Religions- und Rechtswissenschaften an der Georg-August-Universität Göttingen und an der Freien Universität Berlin, wo er 1991 mit einer Arbeit über Immanuel Kant bei Michael Theunissen promoviert wurde. Das Studium wurde ihm durch Stipendien des Evangelischen Studienwerks Villigst ermöglicht. Von 1991 bis 1998 war er am Philosophischen Seminar der Universität Basel in Lehre und Forschung tätig (am Lehrstuhl von Emil Angehrn). 1995 bis 2017 arbeitete er im Feuilleton der „Neuen Zürcher Zeitung“ als Redakteur für Geisteswissenschaften, Sachbuchkritik und Zeitdiagnostik. Im September 2017 wurde ihm gekündigt. Seine Entlassung, die zu einem Protest prominenter Wissenschaftlerinnen und Wissenschaftler führte, ist in anderen Medien mit einer Verlagerung des politischen Gravitationszentrums der NZZ nach rechts in Verbindung gebracht worden. Wenzel hat sich in einer von der Internet-Zeitung „Infosperber“ erbetenen Stellungnahme zu den Entwicklungen des NZZ-Feuilletons später selbst geäussert.
Von 1994 bis 1999 war Wenzel Präsident der Philosophischen Gesellschaft Basel; 2005 bis 2008 Mitglied im Kuratorium des Max-Planck-Instituts für europäische Rechtsgeschichte in Frankfurt am Main. Er war von 1996 bis 2015 Mitglied in der Jury des Sachbuchs des Monats der Süddeutschen Zeitung und des Norddeutschen Rundfunks; von 2007 bis 2009 zudem in der Jury des Preises der Leipziger Buchmesse. 2010 bis 2018 war er Mitglied (ad personam) des Vorstandes der Schweizerischen Akademie der Geistes- und Sozialwissenschaften (SAGW). 2004 hatte ihn die SAGW mit dem Medienpreis „Goldene Brille“ (heute „Prix Média“) ausgezeichnet.
2004 bis 2017 war Wenzel als Lehrbeauftragter an der ETH Zürich im Bereich Philosophie und Geschichte des Wissens tätig. 2018 bis 2023 arbeitete er dort als Senior Scientist in einem Forschungsprojekt zum Thema „Science and Philosophy between Academia and the Public Sphere“ (angesiedelt an der Professur für Wissenschaftsforschung und an der Professur für Philosophie, ermöglicht von der Nomis Foundation).

## Schriften
Als Autor
- Anthroponomie. Kants Archäologie der Autonomie. Akademie, Berlin 1992, ISBN 3-05-002350-3 (Dissertation, FU Berlin, 1991).
- Von Adorno bis Wittgenstein. Philosophische Profile. Schwabe, Basel 2018, ISBN 978-3-7965-3900-8.
- Das Wagnis der Torheit. Christliche Antworten – philosophische Fragen. TVZ / Theologischer Verlag Zürich, Zürich 2018, ISBN 978-3-290-18169-7. Französisch: L’audace de la folie. Réponses chrétiennes, questions philosophiques. Labor et fides, Genève 2019, ISBN 978-2-8309-1699-7.
- Zeit – in Gedanken erfasst. Philosophische Glossen. Schwabe, Basel 2020, ISBN 978-3-7965-4080-6.

Als Herausgeber
- Vom Ersten und Letzten. Positionen der Metaphysik in der Gegenwartsphilosophie. Fischer-Taschenbuch-Verlag, Frankfurt am Main 1998, ISBN 3-596-13612-1.
- mit Joachim Schulte: Was ist ein philosophisches Problem? Fischer-Taschenbuch-Verlag, Frankfurt am Main 2001, ISBN 3-596-14931-2.
- Der kritische Blick: Über intellektuelle Tätigkeiten und Tugenden. Fischer-Taschenbuch-Verlag, Frankfurt am Main 2002, ISBN 3-596-15332-8.
- mit Gerhard Schwarz: Lust und Last des Liberalismus: Philosophische und ökonomische Perspektiven. Neue Zürcher Zeitung, Zürich 2006, ISBN 3-03823-249-1.
- Was ist eine gute Religion? Zwanzig Antworten. Beck, München 2007, ISBN 978-3-406-56226-6.
- Volksherrschaft. Wunsch und Wirklichkeit. Verlag NZZ, Zürich 2014, ISBN 978-3-03823-845-4.